# Flughafen Vavaʻu

i7
i11
i13
Der Flughafen Vavaʻu (tongaisch Malaʻe Vakapuna Fakavahaʻapuleʻanga Vavaʻu, englisch Lupepauʻu International Airport, IATA-Code: VAV, ICAO-Code: NFTV) ist ein internationaler Flughafen auf der Inselgruppe Vavaʻu, die zum Königreich Tonga gehört. Er befindet sich etwa sieben Kilometer nördlich der Stadt Neiafu.
Vavaʻu mit den umliegenden Inseln ist eine der zentralen touristischen Regionen Tongas, die über den Flughafen Vavaʻu an den internationalen Flughafen Fuaʻamotu auf Tongatapu angebunden ist. Die Flugzeit dorthin beträgt etwa 50 Minuten.

## Flughafenanlagen
Die asphaltierte Start- und Landebahn verläuft ungefähr in ost-westlicher Richtung und weist eine Länge von 1700 Metern auf. Sie ist für beide Richtungen mit Endbefeuerung, Pistenrandbefeuerung niedriger Intensität und Präzisions-Anflug Gleitwinkelbefeuerung (PAPI) ausgerüstet. Durch eine nach Süden abzweigende Rollbahn ist sie mit dem etwa 4500 m² großen Flughafenvorfeld, an dessen Westseite sich der Terminal befindet, verbunden.
Der Flughafen ist montags bis samstags geöffnet und darf nur für zuvor genehmigte Flüge genutzt werden. Sonntagsflüge sind ausschließlich in Notfällen erlaubt.

## Flugziele
Der Flughafen wurde vor dem Ausbruch der COVID-19-Pandemie von der nationalen Fluglinie Real Tonga bedient, die mehrmals täglich Verbindungen nach Tongatapu anbot (Stand Januar 2020). Zudem wurden mit deutlich geringerer Frequenz Haʻapai, Niuafoʻou und Niuatoputapu angeflogen.
Durch die Einstellung des Betriebs dieser Gesellschaft Ende 2020 entfielen die meisten nationalen Flugverbindungen. Derzeit (Mai 2023) fliegt Fiji Airways Vavaʻu jeweils mehrmals wöchentlich von Nadi auf Viti Levu (Fidschi) und vom Flughafen Fuaʻamotu auf Tongatapu aus an. Dabei kommen Flugzeuge des Typs ATR 72 zum Einsatz.